# 都穆

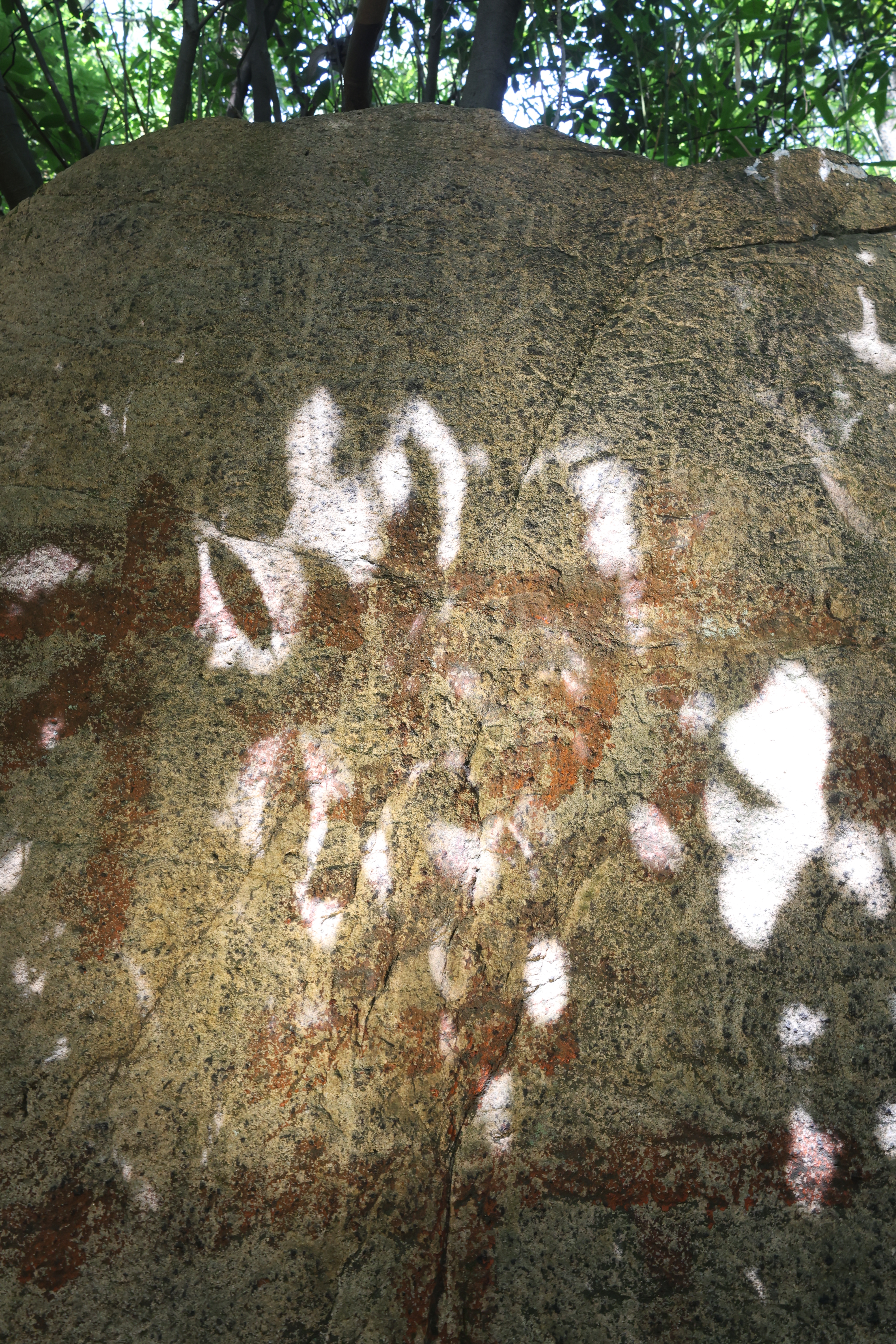
正德十一年（1516）都穆在湖州道場山的題名：
正德十一年五月乙巳，与/郡太守建平吕君文郁、四/川少参郡人王君肃之来/游，二君皆予进士同年，/予则太仆少卿姑苏都/穆也。此題名上因園林工作人員不識，被塗上了一個禁火的“禁”字。

都穆（1459年—1525年），字玄敬，號南濠，南直隶苏州府吳縣南濠里人（今江蘇蘇州人），明朝政治人物。

## 生平
七歲能詩，長大後，泛覽群書，精修博學。弘治八年（1513年）乙卯科应天府乡试第一百一名举人，十二年（1499年）己未科會試第一百九十名，二甲八十八名進士。十七年授官工部都水司主事，不及丁父忧归乡。服阕，復官工部，分理器皿厂。正德元年（1506年）改任南京兵部武库司主事，六年復任工部主事，升虞衡司署员外郎，七年升禮部主客司郎中，八年四月与崇信伯费柱充正副使，册封庆府寿阳王妃包氏。年五十四即上疏乞骸骨，遂加太僕寺少卿致仕。嘉靖元年（1522年）進階中憲大夫。人稱南濠先生。一生好學不倦，曾奉使到秦，搜訪訪求山川形勢、故宮遺址、金石遺文，致力摹拓繕寫，寫成《西使記》。另著有《金薤琳瑯》、《南濠詩略》、《南濠詩話》等書。 

## 家族
曾祖都文信。祖父都彦容。父亲都卬，封工部都水司主事。前母姚氏；母亲朱氏，贈安人。严侍下。